# Kourosh
Kourosh (pers. ‏کوروش، کورش‎, wymawiany również Koorosh lub Kurosh) – perskie imię męskie popularne na terenie Iranu. Pochodzi od imienia Cyrus.

## Osoby o imieniu Kourosh
- Kourosh Tazmani – portugalski DJ
- Kourosh Khani – irański kierowca wyścigowy
- Kourosh Bagheri(inne języki) – irański sztangista
- Kourosh Kalantar-zadeh(inne języki) – irańsko-australijski naukowiec
- Kourosh Zolani(inne języki) – irańsko-amerykański kompozytor
- Kourosh Yaghmaei(inne języki) – irański piosenkarz